# Apostolica Sollicitudo
Apostolica Sollicituco (Latijn voor De apostolische bezorgdheid) is een motu proprio van paus Paulus VI, van 15 september 1965 dat strekt tot de oprichting van de Synode van Bisschoppen voor de Universele Kerk. Met deze synode werd een lichaam bedoeld dat zou kunnen optreden als vertegenwoordiging van het College van Bisschoppen en dat in collegialiteit (zowel onderling als met de paus) zou vergaderen. De inrichting van deze synodes vloeide voort uit het Tweede Vaticaans Concilie, met name uit het conciliedocument Christus Dominus. Onder de conclievaders heerste een overtuiging dat er een soort van synode moest komen, die in samenspraak met de paus, het medebestuur over de Kerk zou voeren. Dit nu ging paus Paulus veel te ver. Met dit motu proprio, was hij een beweging voor, die voor een veel invloedrijker orgaan van bisschoppen pleitte. Het motu proprio geeft precieze aanwijzingen voor de verschillende soorten synodes die gehouden kunnen worden, voor wie de deelnemers aan de synodes kunnen zijn en welke jurisdictie de synodes hebben.